# Marco Milano
Marco Milano, noto anche con lo pseudonimo di Mandi Mandi (Milano, 23 luglio 1961), è un attore e cabarettista italiano.

## Biografia
Esordiente al Derby di Milano nel 1980, dove per cinque anni si forma come attore cabarettista, nel 1985 viene notato da Claudio Cecchetto in una discoteca romagnola, che lo vuole nel suo programma Zodiaco su Italia 1. Nel 1986 in tour con Diego Abatantuono ripropongono The Blues Brothers ottenendo un grande favore di pubblico, in tutti i locali dove viene rappresentato lo spettacolo. Sempre nel 1986, il regista televisivo Enzo Trapani lo sceglie tra i numerosissimi cabarettisti, accorsi ai provini nel Teatro dell'Orologio di Roma, e lo scrittura per la produzione Rai 1 Proffimamente non stop. Il 1987 è l'anno de La fabbrica dei sogni Rai 3 con Alessandro Benvenuti e le Gemelle Kessler. Nel 1988 interpreta il personaggio di Marco, il barista imbranato nella fiction di Italia 1 Don Tonino al fianco di Andrea Roncato, Gigi Sammarchi e Manuel De Peppe.
Il suo ingresso nel 1989 a Rai 2, lo fa con il personaggio dell'Ecologo, nel programma comico di Mario Morini Avanti senza spingere. 
Dal 1990 al 1991 è autore e conduttore di programmi per bambini come Ciao Ciao trasmesso prima su Rete 4, poi su Italia 1. In questi anni, nel cinema e nella televisione, scrive gag e battute per altri comici come Massimo Boldi. Milano è divenuto popolare nei programmi della serie Mai dire... con il personaggio di Ellenio (Mandi Mandi), originale giornalista friulano pioniere delle interviste d'assalto (il nome deriva dal saluto tipico friulano "mandi"). Al Festivalbar 1994 scrive e canta la sigla finale: Sei Bellissima e Simpaticissima. Per due edizioni, nel programma Re per una notte, con Gigi Sabani è il disturbatore dei cantanti 1996–1997, prende parte inoltre a Retromarsh di TMC nei panni di Bepi Cicchetto. Nel 1997 partecipa a 100 Milioni + Iva, quiz musicale condotto da Iva Zanicchi
Nel 1998 su Antenna 3 Lombardia ha condotto la nuova edizione del talent show: Il Pomofiore, le cui precedenti edizioni negli anni settanta e ottanta erano state condotte da Lucio Flauto. Nel 2000 scrive e conduce una striscia serale su TMC2 intitolata Tele Mandi. In più occasioni fa coppia con Teo Teocoli - con il quale scrive gli sketch che insieme portano in scena - in diversi programmi televisivi di Rai 1 (Faccia tosta, Colpo di genio), Canale 5 (Scherzi a parte, Il Teo - Sono tornato normale, Sei un mito) e Italia 1 (Mai dire Gol).
Dal 2001 al 2009, è l'inviato ufficiale dell'Udinese in tutti gli stadi d'Italia, soprattutto allo Stadio Friuli di Udine, per Quelli che il Calcio, programma di Rai 2 condotto da Simona Ventura.
Dal 2004 al 2005, nel 2008 e nel 2011 ha partecipato a Colorado Cafè su Italia 1, e sempre nel 2004 ha condotto e scritto le gag di Mandi e Maddi candid camera, programma di candid camera andato in onda su Happy Channel e su Sky Vivo, insieme con Maddalena Corvaglia. Dal 2009 partecipa alla trasmissione televisiva Mondo Gol, in onda il lunedì su Sky, interpretando un moralizzatore del calcio Giorgino; inoltre è stato nel cast della Fiction Che Dio ci aiuti. Torna a Colorado in una puntata dell'edizione 2013, rientrando ufficialmente a far parte del cast nel 2014 con il personaggio Nicaul, maestro di sci pugliese (di Peschici).

## Filmografia
- Proffimamente non stop – programma TV, 1 puntata (1987)
- Don Tonino – serie TV, 8 episodi (1989)
- Finalmente soli, regia di Umberto Marino (1997)
- Andata e ritorno, regia di Alessandro Paci (2003)
- Torno a vivere da solo, regia di Jerry Calà (2008)
- Area Paradiso, regia di Diego Abatantuono e Armando Trivellini (2012)
- Che Dio ci aiuti – serie TV, episodio 1x16 (2012)
- Din Don - Il ritorno, regia Paolo Geremei – film TV (2019)
- Din Don - Bianco Natale, regia Paolo Geremei – film TV (2021)
- Din Don - Un paese in due, regia Paolo Geremei – film TV (2022)
- Din Don - Il paese dei balocchi, regia Paolo Geremei – film TV (2022)
- Din Don - La magia del cinema, regia Paolo Geremei – film TV (2023)

## Discografia
- 1994 – Mandi Mandi (Sei bellissima, simpaticissima), testo e musica di Marco Milano, Claudio Zennaro, Fulvio Zafret, Mario Pinosa e Sergio Portaluri
- 1995 – I-Taglia-Nissimi, testo e musica di Marco Milano, Claudio Zennaro, Fulvio Zafrete e Sergio Portaluri
- 2013 – Il bagnino Gino, testo e musica di Marco Milano
- 2014 – Tutto di giù, testo e musica di Marco Milano e Vincenzo Vescera (in arte Vinvè)
- 2015 – Senza m'bicc, testo e musica di Marco Milano e Vincenzo Vescera (in arte Vinvè)
- 2017 – Password - Che calore che fa, testo e musica di Marco Milano, TRB rec di Andrea Tognassi - Music Publishing (Edizioni Musicali)
- 2020 – 500 di Marco Milano e Vincenzo Vescera (in arte Vinvè)

## Videoclip
- Il bagnino Gino, regia di Marco Milano (2013)
- Tutto di giù, regia di Marco Milano e Vincenzo Vescera (in arte Vinvè) (2014)
- Password / Che calore che fa, regia di Marco Milano e Roberto Boribello (2017) TRB rec di Andrea Tognassi - Music Publishing (Edizioni Musicali)